# Kościół św. Mateusza Apostoła w Górznie
Kościół św. Mateusza Apostoła w Górznie – rzymskokatolicki kościół parafialny położony we wsi Górzno (powiat ostrowski, województwo wielkopolskie). Do rejestru zabytków wpisany został 19 maja 1954 pod numerem IV-73/54/54 i 22 stycznia 1991 pod numerem 571/A.

## Historia i architektura
Kościół parafialny powstał we wsi prawdopodobnie w pierwszej połowie XVI wieku. W 1520 istniał tu kościół noszący wezwanie św. Mateusza Apostoła. Obecna świątynia jest drewniana, konstrukcja zrębowa, oszalowana, z 1755, fundacji Fabiana Moszyńskiego, z kwadratową wieżą i wielobocznym prezbiterium. W roku 1757 była wewnątrz ozdobiona przez Michała Niwskiego, a w 1883 restaurowana. W pierwszej połowie XX wieku dach (namiotowy) pokryto blachą cynkową, a  wnętrze zostało obite deskami sosnowymi na wzór stylu zakopiańskiego. W 1984 i 1993 był restaurowany, a w 1999 międzywojenną blachę zdjęto z dachu i położono w jej miejsce gonty świerkowe.

## Wyposażenie
Wyposażenie jednonawowego wnętrza (barokowo-rokokowe) jest z II połowy XVIII wieku. Ołtarz główny z obrazem Matki Boskiej Pocieszenia pochodzi z około połowy XVIII wieku, a rzeźby z połowy XVII wieku. Obraz św. Walentego to dzieło XIX-wieczne, a polichromia reprezentuje styl secesyjny (motywy geometryczne).

## Otoczenie
Obok świątyni stoi drewniana dzwonnica z 1999, wzniesiona na planie kwadratu z izbicą i zwieńczona namiotowym dachem. Przy kościele znajduje się klasycystyczny nagrobek rodziny Bereźnickich.